# Stanton (Northumberland)
Stanton – osada w Anglii, w hrabstwie Northumberland, w dystrykcie (unitary authority) Northumberland, w civil parish Netherwitton. Leży 28 km na północny zachód od miasta Newcastle upon Tyne i 425 km na północ od Londynu. W 1951 roku civil parish liczyła 70 mieszkańców.